# 平岡敏夫
平岡 敏夫（ひらおか としお、1930年3月1日 - 2018年3月5日）は、日本の日本近代文学研究者。筑波大学・群馬県立女子大学名誉教授。

## 来歴・人物
香川県仲多度郡広島村（現丸亀市）生まれ。1945年大津陸軍少年飛行兵学校卒、1954年香川大学学芸学部国語科卒、愛媛県川之江市立金生中学校教諭、1956年東京教育大学大学院入学、吉田精一に師事、1962年同博士課程単位取得満期退学。東京都立一橋高等学校教諭、1966年大東文化大学専任講師、1967年東海大学助教授、1968年横浜国立大学教育学部助教授、1975年教授、1976年筑波大学文芸言語学系教授、1982年「北村透谷研究」で筑波大学文学博士。1988-1992年筑波大文芸言語系研究科長、1992年定年退官して群馬県立女子大学学長を1998年まで務める。
北村透谷や夏目漱石を研究対象とする。『坊っちゃん』論では佐幕派が敗れる物語を読み込んだ。主著は『日露戦後文学の研究』。2006年、小林信彦の『うらなり』に対する怒りを詩集『明治』で表明。同年、瑞宝中綬章受章。
多数の著作物のみならず、各種文献へ寄せた「解説」文の類にも洞見がうかがえる。たとえば、小宮豊隆『夏目漱石』（岩波文庫、上中下3巻、1986-87）の解説で、平岡は本書を丁寧に読み返して、誤解・誤読されている部分を的確に指摘し、「小宮再評価」の動きへ多くの示唆を与えている。
2018年3月5日午後0時27分、肺不全のため、東京都内の病院で死去。88歳没。叙正四位。

## 著書
- 『北村透谷研究』1-4 有精堂出版 1967-1993
- 『日本近代文学史研究』有精堂出版 1969
- 『日本近代文学の出発』紀伊国屋新書 1973
- 『明治文学史の周辺』有精堂出版 1976
- 『漱石序説』塙新書 1976
- 『芥川龍之介 抒情の美学』大修館書店 1982
- 『北京の春』私家版 1983
- 『国木田独歩 短篇作家』新典社 1983
- 『日露戦後文学の研究』上下有精堂出版 1985
- 『漱石研究』有精堂出版 1987
- 『「舞姫」への遠い旅 ヨーロッパ・アメリカ・中国文学紀行』大修館書店 1990
- 『昭和文学史の残像』1、2 有精堂出版 1990
- 『塩飽の船影 明治大正文学藻塩草』有精堂出版 1991
- 『「坊つちやん」の世界』塙新書 1992
- 『芥川竜之介と現代』大修館書店 1995
- 『北村透谷研究評伝』有精堂出版 1995
- 『石川啄木の手紙』大修館書店 1996
- 『石川啄木論』おうふう 1998
- 『ある文学史家の戦中と戦後 戦後文学・隅田川・上州』日本図書センター 1999
- 『漱石 ある佐幕派子女の物語』おうふう 2000
- 『森鴎外　不遇への共感』おうふう 2000
- 『塩飽 詩集』鳥影社 2003
- 『〈夕暮れ〉の文学史』おうふう 2004
- 『浜辺のうた 詩集』思潮社 2004
- 『明治 詩集』思潮社 2006
- 『もうひとりの芥川龍之介』おうふう 2006
- 『夕暮れの文学』おうふう、2008
- 『北村透谷 没後百年のメルクマール』おうふう、2009
- 『北村透谷と国木田独歩』おうふう、2009
- 『蒼空 詩集』思潮社、2009
- 『文学史家の夢』おうふう、2010
- 『佐幕派の文学史 福沢諭吉から夏目漱石まで』おうふう、2012
- 『佐幕派の文学 「漱石の気骨」から詩篇まで』おうふう、2013
- 『平岡敏夫詩集』思潮社・現代詩文庫、2015年
- 『「明治文学史」研究　明治篇』おうふう、2015年
- 『塩飽から遠く離れて』思潮社 2017
- 『夏目漱石　『猫』から『明暗』まで』鳥影社、2017年

### 共著・共編
- 『日本文学史概説 近代編』東郷克美共編 有精堂出版 1979
- 『島崎藤村 文明批評と詩と小説と』剣持武彦共著 双文社出版 1996
- 『講座森鴎外』全3巻 平川祐弘、竹盛天雄共編 新曜社 1997
- 『透谷と現代』桶谷秀昭、佐藤泰正共編 翰林書房 1998
- 『夏目漱石事典』山形和美、影山恒男共編 勉誠出版 2000